# 哈里奇
哈里奇（英語：Harwich）是英國英格蘭埃塞克斯郡的一個城鎮，位於北海海岸線上，是埃塞克斯郡最東北端的城鎮。哈維奇燈塔是當地的地標。

## 外部連結
- Harwich Town Council（页面存档备份，存于）
- The Harwich Society（页面存档备份，存于）